# ادمون أختر
ادمون أختر (بالفارسية: ادموند اختر) هو لاعب كرة قدم إيراني في مركز الهجوم، ولد في 13 مارس 1972 في طهران في إيران. شارك مع منتخب إيران لكرة القدم. أما مع النوادي، فقد لعب مع نادي ارارات طهران ونادي استقلال طهران ونادي باس طهران.

## وصلات خارجية
- ادمون أختر على موقع قاعدة بيانات كرة القدم.إي يو (الإنجليزية)
- ادمون أختر على موقع ناشيونال فوتبول تيمز (الإنجليزية)